# Croll-Gletscher
Der Croll-Gletscher ist ein Gletscher in den Victory Mountains des ostantarktischen Viktorialands. Er fließt entlang der Nordflanke des Gebirgskamms Handler Ridge zum Trafalgar-Gletscher.
Teilnehmer der New Zealand Federated Mountain Clubs Antarctic Expedition (1962–1963) benannten ihn nach Wynne George Croll (1929–1997), einem Mitglied des Vermessungsteams bei dieser Expedition.